# Frente Patriótica do Povo Etíope
A Frente Patriótica do Povo Etíope (FPPE) é um grupo rebelde na Etiópia localizado na área de Gondar do norte da região de Amhara e parte da região de Gambela.

## Histórico
Por ter sido apoiado pelo governo da Eritreia durante muitos anos, a Frente Patriótica do Povo Etíope era relativamente impopular dentro da Etiópia. No entanto, devido a repressão do governo etíope após as eleições parlamentares de 2005, a popularidade da organização cresceu. Em março - abril de 2006, anunciou que havia derrotado unidades armadas do governo na área de Semien Gondar. A agência de notícias etíope declarou entretanto que o governo controlava a região.
Em junho de 2006, a Frente Patriótica do Povo Etíope confrontou novamente as forças governamentais na região de Amhara. O governo disse ter matado 111 guerrilheiros e capturado 86, enquanto a organização rebelde relatava derrotar as tropas do governo no woreda de Qwara em 7 de junho e perto de Delelo no woreda de Lay Armachiho cinco dias depois.